# Channing Pollock (Dramatiker)

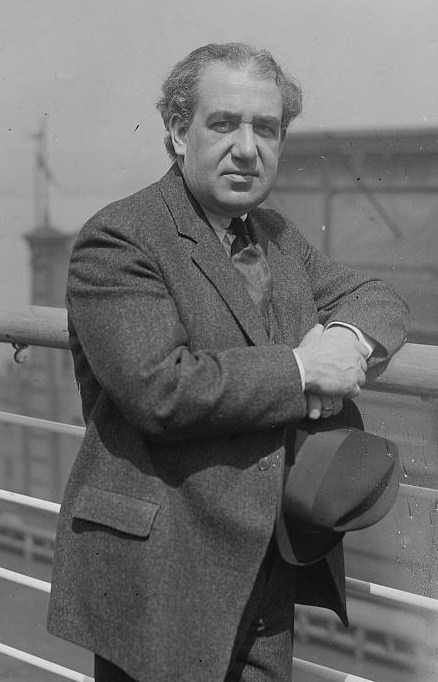
Channing Pollock

Channing Pollock (* 4. März 1880 in Washington, D.C.; † 17. August 1946 in Shoreham (New York), Suffolk County (New York)) war ein US-amerikanischer Dramatiker, Drehbuchautor, Theaterkritiker und Komponist.

## Leben
Channing, der Sohn Alexander Lyon Pollocks und dessen Ehefrau Verona Larkin, besuchte in Omaha und in Salt Lake City die Schule. Der Vater arbeitete in den beiden Städten als Zeitungsredakteur und Herausgeber. Während der Vater in Prag Verwandtschaft aufsuchte, ging Channing auf eines der dortigen Gymnasien. Im Spätsommer 1894 verlor der Junge den Vater. Letzterer, zu der Zeit US-Konsul in San Salvador, starb an Gelbfieber.
Nicht zum Soldat geboren, trat Channing trotzdem in die Eliteschule Bethel Military Academy in Virginia ein und unternahm erste Schreibversuche. Folgerichtig startete Channing Pollock seine spätere Laufbahn bei der Washington Post. Bald stieg er zum Theaterkritiker auf und schrieb auch für die ab 1894 erschienene Washington Times sowie für den New York Dramatic Mirror.
Schließlich schrieb Channing Pollock ab 1904 selbst Bühnenstücke. Als seine erfolgreichsten Werke gelten The Fool (1922), The Enemy (1926), Mr. Moneypenny (1928) und The House Beautiful (1931).
Ab 1914 arbeitete er für die Filmindustrie als Drehbuchautor und Szenarist. Dabei griff er zumeist auf seine arrivierten Stücke zurück.
Channing Pollock war mit der Presseagentin und Kurzgeschichtenautorin Anna Marble-Pollock verheiratet.

## Werk (Auswahl)
Für die jährlich stattfindende Broadway-Revue Ziegfeld Follies komponierte Channing Pollock 1911 einzelne Musikstücke und schrieb 1915 den Text sowie 1921 Dialoge und Songs.
Von den Bühnenstücken sind unten nur die herausgegriffen, die Channing Pollock später für Drehbücher und Filmszenarien verwendete:

### Stummfilme

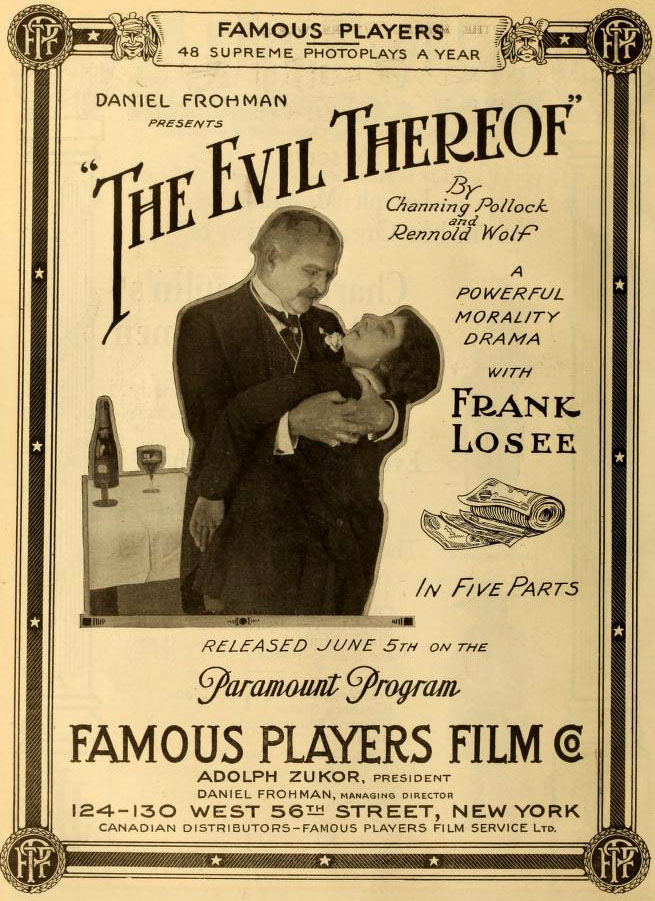
1916: Der Stummfilm The Evil Thereof

- 1913 In the Bishop's Carriage mit Mary Pickford nach dem gleichnamigen Stück (1907)
- 1914 Clothes mit Charlotte Ives und House Peters nach dem gleichnamigen Stück (1906)
- 1914 The Little Gray Lady mit Jane Grey und James Cooley nach dem gleichnamigen Stück (1906)
- 1914 Such a Little Queen mit Mary Pickford als Königin Anne nach dem gleichnamigen Stück (1909)
- 1915 The Secret Orchard mit Cleo Ridgely und Blanche Sweet
- 1916 The Evil Thereof mit Grace Valentine und Frank Losee
- 1916 The Dawn of Love mit Mabel Taliaferro
- 1916 The Pretenders mit Emmy Wehlen
- 1916 The Red Widow mit John Barrymore nach dem gleichnamigen Stück (1911)
- 1917 His Father's Son mit Lionel Barrymore
- 1917 Lost and Won mit Marie Doro
- 1921 Roads of Destiny mit Pauline Frederick nach dem gleichnamigen Stück (1918)
- 1922 The Beauty Shop mit Raymond Hitchcock und Billy B. Van nach dem gleichnamigen Stück (1914)
- 1925 The Fool mit Edmund Lowe nach dem gleichnamigen Stück (1922)
- 1925 The Crowded Hour mit Bebe Daniels und Kenneth Harlan nach dem gleichnamigen Stück von Channing Pollock und Edgar Selwyn (1918)
- 1927 The Enemy (Der Herzschlag der Welt mit Lillian Gish und Ralph Forbes) nach dem Stück The Enemy (1926)
- 1928 The Street of Illusion mit Virginia Valli und Ian Keith

### Tonfilme
- 1929 The Locked Door mit Rod La Rocque und Barbara Stanwyck nach dem Stück The Sign on the Door (1921)
- 1938 Midnight Intruder mit Louis Hayward und Barbara Read